# Гассе, Жан-Луи (предприниматель)
Жан-Луи Гассе (фр. Jean-Louis Gassée), (род. 1944, Париж, Франция) — исполнительный директор Apple Computer (1981—1990), глава и основатель Be Incorporated (1990—2002), один из создателей операционной системы BeOS, председатель совета акционеров PalmSource, Inc. (с 2004 года).

## Биография
Окончил факультет наук в Орсе (входит в Университет Париж-юг XI). Начал свою карьеру в 1968 г. в компании Hewlett-Packard, где отвечал за запуск первого настольного научного компьютера компании и развитие организации продаж во Франции, прежде чем его повысили до менеджера по продажам в Европе. В 1974 ушёл из компании, чтобы возглавить французский филиал компании Data General. В 1980 получает предложение от Джона Скалли создать французский филиал компании Apple, что с успехом осуществляет, затем переезжает в Калифорнию, американскую резиденцию компании, где становится директором по европейским операциям. В 1985 Гассе узнает о плане Стива Джобса отстранить генерального директора Джона Скалли, о чём информирует совет директоров компании и, таким образом, вынуждает Джобса покинуть компанию. Вскоре Гассе занимает прежнюю должность Джобса, возглавив разработку Macintosh. За время своего руководства он проводил несколько публичных презентаций продуктов Apple в довольно непринуждённой форме, а сотрудникам запомнился как наименее формальный руководитель, приходя в офис в чёрной кожаной куртке. В 1987 году Гассе воглавляет отдел разработки передовых продуктов Apple и направление международного маркентинга и становится одним из кандидатов на должность генерального директора компании, однако уже в 1990 в связи с разногласиями с Джоном Скалли покидает компанию, что вызывает протесты среди сотрудников Apple, вышедших на демонстрацию в чёрных кожаных куртках перед одним из зданий корпорации (по данным корреспондента USA Today) и требовавших оставить Гассе в компании. Вместе с рядом бывших сотрудков Apple (включая Стива Сакомана, создателя Apple Newton), покинувших компанию вместе с ним, в 1991 создаёт компанию Be Incorporated с амбициозной целью разработки новой операционной системы, оптимизированной для многопроцессорных архитектур — BeOS. В 1996 году Apple решила отказаться от проекта Copland и перейти на новую операционную систему, которой была выбрана BeOS, обладающая множеством функций, которые искала Apple. На рождество копрорация делает предложение по покупке Be Incorporated вначале за 120 миллионов долларов, а затем повышает предложение до 200 млн. Однако  Гассе настаивал на сумме в 275 миллионов, несмотря на оценку компании примерно в 80 миллионов, и Apple отказывается от поглощения, переключившись на NeXT Стива Джобса, которую вскоре и приобретает за 429 миллионов долларов. Из-за сорвавшей сделки Be Inc. при поддержке Intel вынуждена была перейти на платформу x86. Тем не менее попытка занять самостоятельную нишу на компьютерном рынке не удалась (во многом из-за давления Microsoft, прямо требовавшей не устанавливать систему конкурентов на устройства ведущих OEM-производителей), и в 2001 компанию купила корпорация Palm за 11 миллионов долларов. В 2004 возглавляет компанию PalmSource. Входит в административный совет нескольких известных корпораций. В настоящее время живёт в Пало-Альто.